# 元素方城市
是一部2023年美國3D電腦動畫冒險片，由皮克斯動畫工作室和華特迪士尼影業共同製作，並由華特迪士尼工作室電影發行。該片由彼得·孫執導，莉亞·李維斯和馬蒙杜·亞提擔任主要配音員。故事講述一座由風、土、水、火居民構成的城市裡，火熱的女子小炎與隨波逐流的男子水弟相遇，開始探索他們之間的共通點。
彼得·孫接受採訪時，稱這部電影的靈感源自個人背景和親身經歷的文化衝突：韓裔家庭出身的他，自年少時便被家人耳提面命結婚對象要「明媒正娶」，連祖母過世前也表明希望他迎娶韓國出身的對象，後來他和擁有一半義大利血統、白人出身的妻子結婚，雙方由背著父母交往、發展至獲得父母認可，同時父母也從彼得·孫的妻子與同為移民的姻親身上發現許多共同點。彼得·孫將自己與妻子的感情經歷，融入本作的主角「小炎」與「水弟」的關係設定，還邀請超過100位任職於皮克斯的第一代、第二代美國移民共同分享自己的經歷，作為電影製作的一部分。
《元素方城市》被遴選為第76屆坎城影展閉幕片，定於2023年5月27日在該屆影展首映，由華特迪士尼工作室電影排定2023年6月16日於美國上映，片頭加映《小逗的日常》最新短片《卡爾有約》。電影獲得中等偏正面的評價，動畫製作、特效、配音、故事、配樂、世界觀建構獲得媒體與影評家的稱讚，但是評論界對電影裡呈現的種族與移民議題看法兩極，而偏向容易預測的劇情則受到詬病。不過，儘管電影在開畫時票房表現不佳，但在其後幾周內遠超其他同期作品的票房走勢逐漸變成一部慢熱型作品，同時也成為了迪士尼自2019冠狀病毒病疫情以來票房最高的電影。電影入圍第81屆金球獎最佳動畫獎，第51屆安妮獎和《忍者龜：變種大亂鬥》並列6項獎項提名。電影在第96屆奧斯卡金像獎入圍最佳動畫獎，但最終由宮崎駿執導的《蒼鷺與少年》勝出該獎項。

## 故事概要

### 背景設定
故事的主要背景舞台設定於一個架空世界，這個世界存在著四種特質迥異的元素居民：風族的身體由空氣組成，族人的體質輕盈，可在空中移動，生性善變經常放空；土族渾身由植物或土壤組成，性情普遍接地氣，但時尚品味土氣；水族全身由水組成，族人偏向感性，受體質影響容易滲透溶合入物質，在水域地區來去自如；火族由火焰構成，奔放且火力全開，以燃料為食但不能接觸水。這四個族群的居民在現代化都市「元素市」各有專屬的生活社區，以特有的生活方式和其他元素居民互動。

### 劇情
柏尼與辛德是從故鄉移居的火族移民，當時元素市仍是以水、土、風三族為主要居民的城市，他們得面對其他元素居民對火族保持距離乃至於排斥的態度，但最終兩者仍在城市裡安居定業，還將家傳的藍焰安置在住宅裡，隨著女兒小炎出生，夫妻倆開設名為「雜火店（Fireplace）」的商店維持生計，火族居住的社區逐漸發展成名為「火鎮」的區域。小炎自幼耳濡目染協助家裡的店務，還展現了製作玻璃製品的天賦，不但面臨著家裡要求接手家族事業店面的期盼，還得看待家裡反覆告誡「元素無法相容」的傳統觀念，柏尼與辛德則因為先前被水族居民不友善對待的經驗，對水族極度反感。隨著小炎成長為機智火熱、但脾氣火爆的火族女子，柏尼的健康狀況已不若年輕時期，她開始想著在父親退休後，依照家裡的期待繼承家族事業店面，柏尼教導著容易情緒激動的小炎控制情緒和與待客之道，辛德作為占卜師為顧客解惑之餘，仍提點小炎應遵從外祖母的遺願和火族對象成婚。
某日柏尼委託小炎幫忙看店，小炎在處理店務的過程中因為動了脾氣，為了避免顧客遭受波及而衝向店裡的地下室宣洩怒火，豈料此舉反而令地下室著火，連帶破壞了水管，一名水族男子隨之從水管竄出，導致地下室淹水難以運作。水族男子告訴小炎，他是元素市市政廳的稽查員水弟，因為發現小炎家族的店面管道有問題，於是準備開罰單兼向上級通報此事，要求小炎的家族將店面停業。小炎懇求水弟不要向上級舉報她的家人，但水弟仍趁隙逃脫，兩者在街上展開追逐，為了保住家族的店面和追上水弟，從未踏出火鎮的小炎搭上列車抵達了元素市，在市政廳與水弟晤談和請求對他們家族的店面違規事項從寬處置，但是當水弟試圖說服土族官僚芬恩時，小炎仍不慎因為憤怒引燃了，芬恩將罰單呈交給上級，表示小炎家族的店面將在一個星期後勒令停業。返家後的小炎發現父母正拼命修繕地下室的設備，辛德還透露了夫妻倆年輕時期因為被一場風暴摧毀住處，為求生存而遠離家鄉，柏尼從此和親人永別的往事。
小炎再次和水弟碰面，獲悉水弟準備觀看空氣球賽而共赴颶風體育場，他們找到了水弟的直屬主管兼風族女性蓋兒，起先蓋兒和小炎針鋒相對，但隨著水弟熱情地帶動現場多數觀眾勉勵擔心母親病情而狀況不斷的風族選手魯茲，令魯茲獲勝，蓋兒對自己曾經和父親觀賽的經歷有感而發，加上水弟通報停水多年的火鎮地區出現漏水的問題，於是提出倘若他們能夠在週五前修復火鎮的漏水源頭，便通融小炎家族的店面繼續營業。水弟向小炎說明他在運河稽查期間，被急流捲入城市過濾系統而抵達小炎家裡的經過，兩者決定展開行動挽救火鎮的危機。當兩者搭乘熱氣球飛行期間，小炎論及童年與父親準備前往花園中央車站參觀花卉展覽，但礙於火族身分被拒於門外的過往，雙方在交流的過程中逐漸產生好感，水弟和小炎找到火鎮地區水壩上的破洞，險些被渡輪經過湧起的水勢捲走，費了一番功夫才用堆疊的防洪沙袋填住破洞。
水弟評估水壩的應急措施可以維持至週五，於是主動邀請小炎跟他約會出遊，小炎瞞著父母與水弟來往，兩者在元素市體會形形色色的事物，但是小炎仍有感於雙方水火屬性的差異。此前兩者用防洪沙袋填住的水壩破洞再次開始滲水，正當水弟與小炎商討對策時，柏尼發現水弟的存在甚感不悅，水弟遂誆稱自己是食品稽查員和經由小炎協助蒙混過關。水弟向小炎吐露自己苦於和已故父親相處不睦的煩惱，陪伴著面臨父母期望而忐忑不安的小炎，發現小炎可將觸碰的沙堆變成玻璃與手藝天賦，靈機一動的小炎偕同水弟再次嘗試修復水壩，她將現場的所有沙袋轉化成玻璃，順利填補住破洞。柏尼為小炎的轉變感到欣慰，認為她是可靠的接班者，然而小炎趁夜瞞著家裡外出時，無意間被辛德發現了。
小炎依約拜訪水弟家族居住的高級公寓，經由水弟帶領認識後者的家人。一家人親切地招待小炎，水弟藉著眾人玩場哭泣遊戲的時候向小炎傾訴情意，這時候蓋兒致電給水弟，履行約定讓小炎一家能夠繼續經營店鋪。水弟的母親布魯克驚嘆於小炎在玻璃手藝方面的天賦，告訴小炎她已經連絡經營玻璃製造公司的朋友，這意味著小炎可獲得前往玻璃製造公司見習的機會。這項消息意外觸動小炎的情緒，水弟跟著小炎返回她的家裡，小炎驚覺自己長期以來遵循著家裡的期盼，卻沒有真正理解自己想要的事物，此時發現兩者關係的辛德出面和小炎、水弟對峙，面對辛德堅持水火不容的偏見和要求為兩者占卜的舉動，水弟在進行占卜的過程中，借用小炎的火光與自身折射光線的特性成功點燃線香，藉由小炎的掩護提前離場。柏尼回憶起當年離鄉時拜別父親、但父親無動於衷的回應，偕同辛德慶賀小炎將成為繼任店主，令小炎頓時五味雜陳。
小炎登門造訪水弟家，將約會期間製作的玻璃花球贈與水弟，水弟表明想要給她一個驚喜，帶領她抵達已廢棄的花園中央車站。蓋兒製造防護水泡保護她，水泡允許小炎在20分鐘裡前往水下區域，水弟移動水泡和小炎一起尋找她最喜歡的花，小炎雖然對於自己實現兒時願望、看見美麗的花卉奇觀而喜出望外，但隨後她發現氣泡正在破裂，這讓水弟急忙護送小炎離開水下區域。小炎擔憂與水弟接觸肢體會造成雙方負面影響，但在水弟耐性的引導下逐漸適應和碰觸彼此，在浪漫的氛圍下翩翩起舞，水弟沉醉其中時道出深感幸運的話語，勾起小炎對父親的掛念，決定她必須返回家裡繼承家業，水弟與小炎甚至為了各自的價值觀與行動差異發生了爭執。
當小炎返家參加交接宴會，準備接管她父親的商店時，水弟出現在眾人的面前表達對小炎的愛意，小炎顧及父親的期盼而拒絕了他，盡管辛德現身認可水弟與小炎互為真愛，依舊無濟於事，柏尼獲悉小炎是釀成店裡管道受損的主因與水弟的戀情，當眾宣佈自己將繼續扛起維持店鋪營運的職責。小炎難過的離家出走，傷心的水弟也為了調整心情準備獨自展開旅行，兩者卻發現此前曾被玻璃填補的水壩出現潰決，洶湧的洪水讓火鎮氾濫成災。小炎連忙警告火鎮居民前往避難，嘗試著救出她的家族世代相傳的藍焰，還和因為擔心她的安危趕來救援的水弟會合，不料水弟和小炎很快地被洪水困在某個空間裡，雙方互訴情衷化解心結，水弟則受小炎的高溫影響蒸發成水蒸氣。
洪水退去後，小炎認為水弟已經犧牲而悲痛不已，她正視了自己的心聲，告訴柏尼她不想繼承家庭事業，為自己不符合家裡的期望致歉，柏尼告訴小炎她才是他們夫妻倆的夢想，一家人和解之餘相擁而泣。小炎看見天花板的水滴，想起她先前在水弟家作客時玩的哭泣遊戲，偕同父母藉由刺激水弟流淚救回他的性命，小炎向水弟表達愛意，雙方正式接吻，柏尼與辛德連同其他旁觀者為兩者獻上祝福。事件落幕幾個月後，柏尼與辛德將重新開張的店鋪交給火族熟識經營，過著清閒的退休生活。小炎決定專修玻璃製作的專業，水弟也跟著小炎同行，最終水弟和小炎向各自的家人道別，前往小炎學習玻璃製造的地方。

## 角色
- 火小炎（Ember Lumen）：本作女主角，全身由火焰構成的火元素女子，個性機智火熱。
- 汪水弟（Wade Ripple）：本作男主角，全身由水構成的水元素男性稽查員，個性隨遇而安，富同理心且容易受到感動。
- 柏尼：小炎的父親，個性固執，經營一家便利商店，有意讓女兒繼承店面。後期認可水弟與小炎的戀情。
- 辛德：小炎的母親，為人富偏見，在火鎮區域擔任占卜師。後期認可水弟與小炎的戀情。
- 克羅德（Clod）：年輕且具有生存智慧的土元素少年，小炎的鄰居。與火族相戀。
- 蓋兒：個性時而激動時而和善的風元素女性，水弟的主管。
- 布魯克（Brook Ripple）：水弟的母親兼建築師，為人親切的水元素女性，看重小炎製造玻璃的手藝。與水弟同樣容易受到感動。
- 芬恩：有著龐大體型的土元素男性官員。
- 艾倫：水弟的兄長，與妻子埃迪育有兩個孩子馬克和波羅。
- 埃迪：艾倫的妻子。
- 馬可和波羅（Pollow Ripple）：艾倫與埃迪的孩子。
- 雷克：水弟的弟弟或妹妹，與女朋友吉布莉（Ghibli）交往中。
- 吉卜力：雷克的女朋友。
- 哈洛德（Harold Ripple）：布魯克的兄弟，水弟的舅舅，專精水彩畫的畫家。
- 魯茲：空氣球賽裡效力 「Windbreakers」隊伍的風元素球員，水弟支持的選手。

### 配音員
| 配音                  | 配音                                           | 配音                                                                         | 配音 | 角色                      |
| 美國                  | 台灣                                           | 香港                                                                         | 中国大陆 | 角色                      |
| --------------------- | ---------------------------------------------- | ---------------------------------------------------------------------------- | --- | ------------------------- |
| 莉亞·李維斯           | 曾允凡 劉安寶（兒童） 王尹寧（少女）           | Serrini 李芊柔（兒童） 李芯怡（少女）                                        | 宋祖儿 丁羲和（儿童） 彭熙雯（少女）                                                                                     | 火小炎 (港譯：苗小焰)（Ember Lumen） |
| 馬蒙杜·亞提           | 王辰驊                                         | 張敬軒                                                                       | 张新成 | 汪水弟 (港譯：劉滴水)（Wade Ripple） |
| 羅尼·卡門             | 康殿宏                                         | 杜燕歌                                                                       | 高增志 | 柏尼（Bernie Lumen）                  |
| 希拉·沃索（Shila Ommi）         | 錢欣郁                                         | 譚淑英                                                                       | 谷放冰 | 辛德（Cinder Lumen）                  |
| 馬森·韋爾勒伊姆爾（Mason Wertheimer） | 陳語力                                         | 梁栩耀                                                                       | 胡云旗 | 克羅德（Clod）                |
| 溫蒂·麥莉登-康薇      | 王華怡                                         | 邵美君                                                                       | 马程 | 蓋兒（Gale）                  |
| 凱薩琳·奧哈拉         | 丘梅君                                         | 馬慧琪                                                                       | 陈红 | 布魯克（Brook Ripple）                |
| 喬·佩拉               | 王希華                                         | 李家輝                                                                       | 张云明 | 芬恩（Fern Grouchwood）                  |
| 馬修·楊·金            | 張至超                                         | 蔡忠衛                                                                       | 张磊 | 艾倫（Alan Ripple）                  |
| 克莉絲塔·岡薩雷茲（Krysta Gonzales） |                                                |                                                                              | | 埃迪（Eddy Ripple）                  |
| 埃娃·凱·哈烏瑟（Ava Kai Hauser）    |                                                |                                                                              | | 雷克（Lake Ripple）                  |
|                       | 陳幼文 賴緯 王景平 吳佳樺 姜先誠 馬至慧 王秉榛 | 陳安瑩 陳振聲 賈澤麟 黎景全 李建良 賴芸芬 陳旭恒 葉嘉敏 李樂怡 何柏霆 邱子謙 | 张若冰 程玉洁 张远韬 于铁涵 张远韬 张铎 王蒙 蔡娜 刘丹阳 MATT YANG KING 王淳熙 常家树 李沛芪 裴子诚 彭熙慧 简单 杨孟世杰 |                           |

## 製作
2019年11月，據報導華特迪士尼影業正在製作一部未定名的皮克斯動畫工作室電影，並排定於2023年6月16日上映。2022年5月，迪士尼正式宣佈該片定名為《元素方城市》（Elemental），由彼得·孫執導，丹妮絲·里姆（Denise Ream）製片，並公佈首張概念藝術。2022年9月，迪士尼在D23博覽會上宣佈莉亞·李維斯和馬蒙杜·亞提加入配音陣容。

## 發行
《元素方城市》由華特迪士尼工作室電影排定2023年6月16日於美國院線上映。

## 音樂
皮克斯官方社群平台在6月6日宣布歌手王源为电影献唱中文版主题曲《下个路口》，原曲英文版為美國歌手Lauv《Steal The Show》所演唱。

## 迴響

### 票房
截至2023年8月10日，《元素方城市》在美國和加拿大的總收入為1.49億美元，在其他地區的總收入為2.76億美元，全球總收入為4.225億美元。。
在美國和加拿大，《元素方城市》與《閃電俠》和《黑化遊戲》同時上映，最初預計在首週從4,035家影院中獲得3,500-4,000萬美元的票房收入。然而，電影首日獲得1,180萬美元（其中包括星期四晚上的預售票收入240萬美元），使票房預估降至3,000萬美元。最終，《元素方城市》的首周票房為2,950萬美元，位居第二，成為皮克斯電影迄今為止首週票房最差的一部電影。
Deadline Hollywood和TheWrap引述電影上映首週不佳的原因，包括電影的市場營銷、觀眾習慣於COVID-19疫情的情況下透過Disney+上觀看皮克斯電影，並非在影院上映，以及與索尼动画《蜘蛛人：穿越新宇宙》的競爭。然而，電影在次周票房僅下跌38%，遠超其他自疫情以來的動畫電影次周票房跌幅，而自8月起，由於同時期競爭對手因好萊塢雙重罷工導致的票房萎靡，以及《蜘蛛人：穿越新宇宙》和索尼動畫被曝出其非人性化和不可持續化的工作環境導致的大量人員流失後引發部分爭議和抵制後以及其續集遭到無限期推遲後，電影以超出預期的強勁走勢在2023年8月7日累積全球總票房高達4.237億美元，正式為迪士尼帶來盈利，並超過《魔法滿屋》成為迪士尼自疫情以來票房最高的動畫電影。。

在台灣地區，截至2023年10月29日統計，元素方城市累計銷售票數為402,615張，累計銷售金額為100,183,250元新台幣。
| 上一届： 《犯罪都市3》 | 2023年韓國週末票房冠軍 第25-27週 | 下一届： 《不可能的任務：致命清算 第一章》 |

### 評價
《元素方城市》在坎城影展首映後，其動畫製作、故事、配樂和世界觀的建構受到讚譽，但也被詬病劇情走向太容易預測，反響整體偏平庸。爛番茄在262條評論裡，本片獲得73%的新鮮度，平均得分6.4／10，觀眾投票獲得93%的分數，平均得分為4.5／5，該網站的影評家共識寫著「《元素方城市》可能不像最偉大的皮克斯電影那樣令人滿意，但它仍然是一個以令人眼花繚亂的視覺天賦講述的堅實故事。」。在Metacritic上根據45篇影評，得分58（滿分100），代表「好壞兩極分化的評價」。觀眾評分方面，CinemaScore調查顯示受訪觀眾在「A+」至「F」的評分區間給予本片平均「A」級的分數，PostTrak的問卷調查則有85%的受訪觀眾給予本片正面評價，當中有68%的觀眾表示肯定推薦本片。
《好萊塢報導》的乔丹·明泽（Jordan Mintzer）認為片中的移民寓言符合時宜、動畫水準一如往常地高，但劇情發展太容易預測，「皮克斯適時的高概念必勝法則這次難以令人留下深刻印象」。曾執導《你的名字》、《天氣之子》、《鈴芽之旅》的日本動畫導演新海誠在觀看電影後，於個人推特（X）發表文章給予本片好評，他稱讚視覺效果、演出表現、影片裡的情感和美術技巧，評論道「這是一部充滿抱負的作品，創作者們試圖用各種方式打動我們，並呈現出最好的視覺效果。從電影中看到的這種態度和技巧給我留下了深刻的印象。這讓我的腰挺直了！」。
《TheWrap》的本·克羅爾（Ben Croll）對該電影評論道：「電影的故事情節和角色發展在形式上超越了我們熟悉的範疇，但在敘事上顯得有些保守。它是對傳統故事模式的新演繹，通過技術進步和真正的藝術表現力煥發出了活力。電影充滿複雜而多變的元素，它們被融入最基本的容器之中。」，《CinemaBlend》的德克·利貝（Dirk Libbey）給予該片四顆星（滿分五顆星），他在評論中寫道：「在動畫電影中，人們相愛並非新鮮事，這種情節經常發生。然而我們從未見過像《元素方城市》這樣一部完全以浪漫為主題的作品，而且，你會哭的。」
《獨立一線》的西丹特·阿德拉卡給予該片B的評價，並在評論中寫道：「儘管《元素方城市》的世界構建有些混亂和過多，但它仍然擁有足夠迷人的時刻，這些時刻並不在於不合理的移民傳奇故事，而更多地體現在幾層深處的個人戲劇中。」《國際銀幕》的蒂姆·格里爾森指出，該片「表現出了皮克斯工作室一貫的機智和哀婉風格，但在執行革新性靈感方面，卻不如之前的作品那樣輕鬆自如。」

## 獎項
其他獎項請見《元素方城市》獲獎與提名列表。
| 年份 | 頒獎典禮           | 獎項         | 入圍者         | 結果 |
| ---- | ------------------ | ------------ | -------------- | ---- |
| 2024 | 第96屆奧斯卡金像獎 | 最佳動畫長片 | 《元素方城市》 | 提名 |

## 外部連結
- 互联网电影数据库（IMDb）上《元素方城市》的资料（英文）
- Metacritic上《元素方城市》的資料（英文）
- AllMovie上《元素方城市》的资料（英文）
- 爛番茄上《元素方城市》的資料（英文）
- Box Office Mojo上《元素方城市》的资料（英文）
- 開眼電影網上《元素方城市》的資料（繁體中文）
- Yahoo奇摩電影上《元素方城市》的資料（繁體中文）
- 豆瓣电影上《元素方城市》的資料 （简体中文）